# Command Message

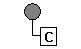
Symbol für Entwurfsmuster Command Message (Befehlsnachricht)

Command Message (von englisch command ‚Befehl‘ und message ‚Nachricht‘)  ist ein Entwurfsmuster in der Softwarearchitektur und -entwicklung aus der Kategorie Nachrichtenaufbau (Message Construction) im Werk Enterprise Integration Patterns von Gregor Hohpe und Bobby Woolf.

## Erläuterung

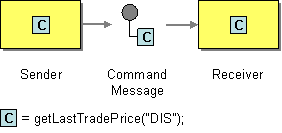
Übermitteln von Befehlen mit Hilfe einer Command Message (Befehlsnachricht)

Wenn eine Anwendung Funktionen anderer Anwendungen aufrufen möchte, würde sie dazu traditionellerweise Remote Method Invocation (RMI) verwenden, kann aber dabei die Vorteile von Nachrichtenübermittlung nicht nutzen.
Eine Befehlsnachricht (Command Message) ist eine normale Nachricht, die einfach nur einen Befehl enthält. Mit einer Befehlsnachricht kann eine Funktion in einer anderen Anwendungen zuverlässig aufgerufen werden. In Jakarta Messaging (früher Java Message Service, JMS) kann eine Befehlsnachricht jede Art von Nachricht sein. Beispiele sind eine ObjectMessage, die ein serialisierbares Befehlsobjekt enthält oder eine TextMessage, die einen Befehl in XML-Form enthält. In .NET ist eine Befehlsnachricht eine Message, in der ein Befehl gespeichert ist. Auch ein SOAP-Request ist eine Befehlsnachricht.

## Verwandte Muster
Andere Muster aus der Kategorie Nachrichtenerzeugung (Message Construction) sind Message, Document Message, Event Message, Request-Reply, Return Address, Correlation Identifier, Message Sequence, Message Expiration und Format Indicator.
Weitere verwandte Muster sind Remote Procedure Invocation, Message Channel und Point-to-Point Channel.